# Редзень-Перший
Редзень-Перший (пол. Redzeń Pierwszy) — село в Польщі, у гміні Буженін Серадзького повіту Лодзинського воєводства.
У 1975-1998 роках село належало до Серадзького воєводства.